# P.M.ドーン
P.M.ドーン（P.M. Dawn）は、アトレル・コーズ (Attrell Codes、1970年5月15日 - 2016年6月17日)とジャレット・コーズ (Jarrett Codes、1971年7月17日 - )の兄弟によって結成されたアメリカ出身のヒップホップおよびR&Bグループ。1988年、ニュージャージー州ジャージーシティにて結成された。アトレルはプリンス・ビー (Prince Be)、ジャレットはDJミニットミックス (DJ Minutemix)のステージネームで活動していた。

## 結成初期
アトレルとジャレットは幼少期に父親を肺炎で亡くし、また2歳だった弟も溺死で亡くしている。父の他界後、母親と継父のジョージ・ブラウンに育てられるが、彼はクール&ザ・ギャングのスタートメンバーだった。中学3年のときにアトレルはDJパーティーを開き、作曲を手がけはじめる。彼はその曲を使いデモテープをつくる決心をし、ホームレス施設で警備員のアルバイトをして貯めた600ドルを費やした。その頃までには、P.M.ドーンとしてスタジオを借りる申請をしている。
2人はまずデモテープをワーナー・ブラザースの子会社で、ラップ・ミュージックを扱っていたトミー・ボーイ・レコードに持ち込むが、オルタナティブ・ラップのデ・ラ・ソウルにそっくりで、ハードコアでもなければゲットー出身でもない、ということで断られた。結局は、インディーズのウォーロック (Warlock)からデビュー・シングルの「Ode to a Forgetful Mind」を1989年にリリースしたが、注目されずに終わった。
イギリスではそのシングルをジー・ストリート・レコード (Gee Street Records)がリリースし、より大きな成功を収めた。ジー・ストリートはそのシングル曲をミックスして売り込んだため、音楽評論家からとても注目をされるようになり、P.M.ドーンはジー・ストリートの社長ジョン・ベイカーからだけでなく、イギリスの主要レーベルからの支持を得られるようになった。1990年、ジー・ストリートはアルバムの曲を録音するために2人をロンドンへ連れていったが、その途中でレーベルが破産に見舞われた。P.M.ドーンの契約も含め、すべてのジー・ストリートの事業は最高入札者となったアイランド・レコードへと売却された。アイランド・レコードからは、イギリスで数枚のシングルを発表後、デビュー・アルバム『トゥルー (Of the Heart, Of the Soul and Of the Cross:The Utopian Experience)』をリリースした。

## キャリア

### アルバム『トゥルー』
アルバム『トゥルー』の中心曲は、世界的なヒットを収めた「トゥルー (Set Adrift on Memory Bliss)」であり、スパンダー・バレエの楽曲「トゥルー (True)」をサンプリングしたものとなっている。また、ミュージックビデオにはスパンダー・バレエのボーカルのトニー・ハドリーが一瞬ではあるが出演しており、話題となった。「トゥルー (Set Adrift on Memory Bliss)」は1991年11月30日付の1位となっており、ニールセンサウンドスキャンのシステムが導入されてから初めてのビルボード・ホット100のナンバーワン・ヒット曲となった実績がある。また、同曲はイギリスでも3位になった。「ペーパー・ドール」はアイランドがイギリスでリリースした初期のシングルの1つだったが、「トゥルー (Set Adrift on Memory Bliss)」の次の作品としてアメリカではリリースされた。1992年の前半の28位が最高となっている。「ペーパー・ドール」というタイトルがゆうに100回以上歌われており、アメリカのトップ40ヒットという番組では、最もタイトルを繰り返し歌っているM.C.ハマーの「プレイ (Pray)」(147回)に次ぐ記録となっている。
デビュー・アルバムの成功を引っ提げて、P.M.ドーンはワールドツアーを開始した。だが、このツアーの間にした『Detail』誌でのプリンス・ビーの発言で、ブギ・ダウン・プロダクションズのKRS・ワンと彼の仲間がコンサート中にステージに怒鳴り込み、2人をステージから追いやって自らの持ち歌を3曲披露するという事件が起きた。KRS・ワンがこのような行動をとった原因となったプリンス・ビーの発言は、「KRS・ワンは教師みたいになりたがってるけど(『teacher』はKRS・ワンの愛称)、何を教えてくれる教師になるんだろう」というものだった。KRS・ワンが自らの行動の動機を弁護するために「USAトゥデイ」紙のジェイムズ・Ｔ・ジョーンズに語ったことには、「オレは彼の『何を教えてくれる教師になるんだろう』という質問に答えたんだ。尊敬を教える教師だってね」。
1992年、P.M.ドーンはレッド・ホット・オーガニゼーションから発売されたコンピレーションCD『RED HOT + DANCE』に「Set Adrift on Memory Bliss (Richie Rich Mix)」を提供し参加した。そのアルバムにはジョージ・マイケルやマドンナなども他のアーティストと共に参加していた。エイズの支援活動をするために、お金を調達し、人々の意識を喚起するのが目的だった。

## ディスコグラフィ

### スタジオ・アルバム
- 『トゥルー』 - Of the Heart, of the Soul and of the Cross: The Utopian Experience (1991年、Gee Street)
- 『ペイシェント・アイズ』 - The Bliss Album…? (1993年、Gee Street)
- 『イエスの嘆き』 - Jesus Wept (1995年、Gee Street)
- 『ディアレスト・クリスチャン』 - Dearest Christian, I'm So Very Sorry for Bringing You Here. Love, Dad (1998年、Gee Street/V2)
- Fucked Music (2000年、Positive Plain Music)

### コンピレーション・アルバム
- The Best of P.M. Dawn (2000年、V2)
- Unreleased Vol. 1 (2000年、Positive Plain Music)
- Most Requested (2008年、Sheridan Square)
- P.M. Dawn: Greatest Hits Live! (2010年、Sbcmg)

### シングル
- "Ode to a Forgetful Mind" (1989年)
- "A Watcher's Point of View(Don't 'Cha Think)" (1991年)
- 「トゥルー」 - "Set Adrift on Memory Bliss" (1991年)
- 「ペーパー・ドール」 - "Paper Doll" (1991年)
- "Reality Used to Be a Friend of Mine" (1992年)
- "I'd Die Without You" (1992年)
- "Looking Through Patient Eyes" (1993年)
- 「モア・ザン・ライクリー」 - "More Than Likely" (1993年) ※フィーチャリング・ボーイ・ジョージ
- "The Ways of the Wind" (1993年)
- "Plastic" (1993年)
- "You Got Me Floatin'" (1993年)
- "The Nocturnal Is In The House" (1993年) ※12インチ盤
- "Norwegian Wood" (1993年)
- "When Midnight Sighs" (1993年) ※12インチ盤
- 「ダウンタウン・ヴィーナス」 - "Downtown Venus" (1995年)
- "Sometimes I Miss You So Much (Dedicated to the Christ-Consciousness)" (1995年)
- "I Had No Right" (1998年)
- "Faith in You" (1998年)
- "Gotta Be...Movin' on Up" (1998年)
- "Art Deco Halos" (1998年)
- "Night in the City" (2000年) ※12インチ盤
- "Amnesia" (2002年)